# Ética na ciência

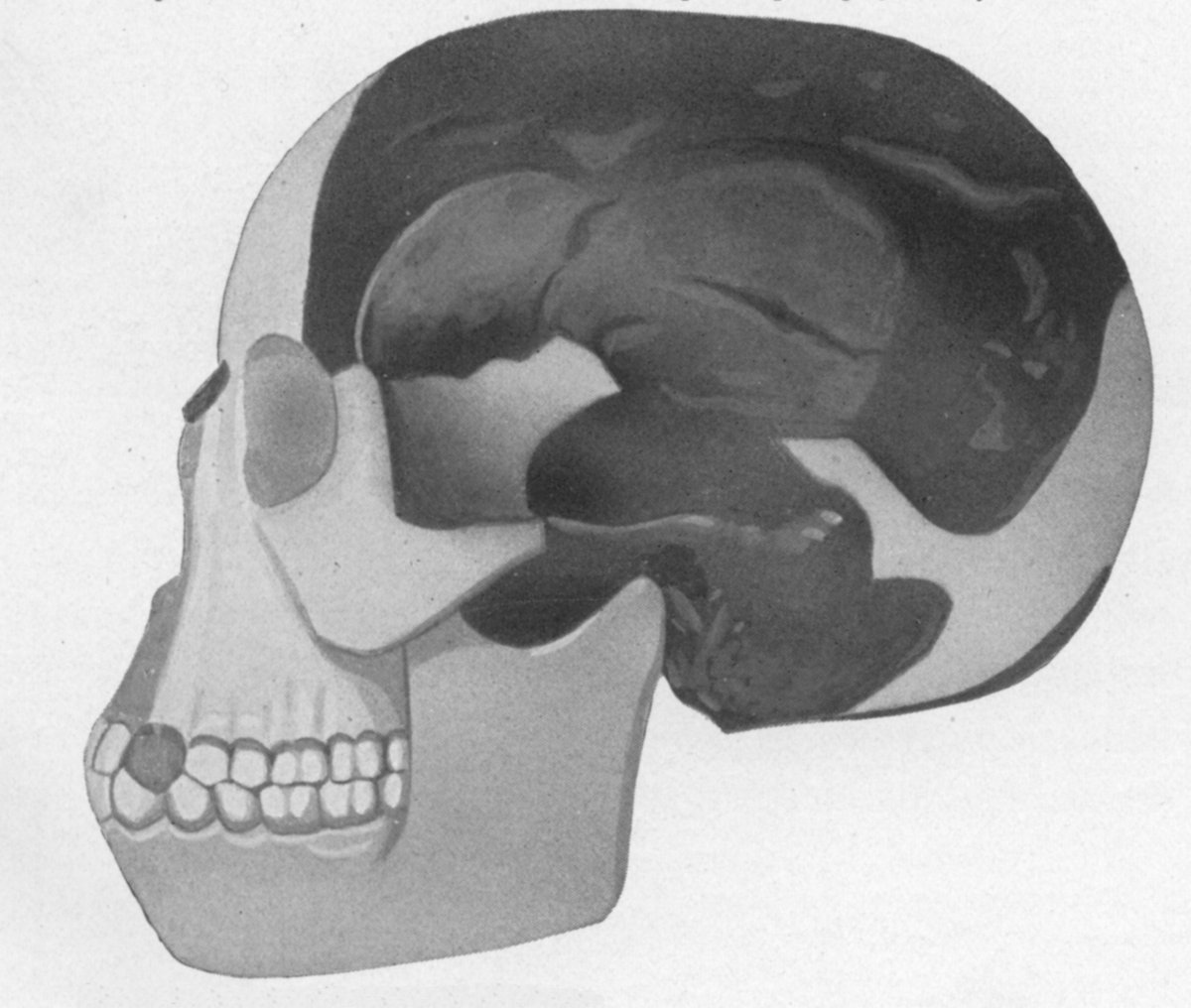
Reconstrução do crânio supostamente do Homem de Piltdown, um caso de má conduta científica. Fragmentos encontrados na mina em Piltdown (Sussex), na época especialistas informaram ser fóssil de uma desconhecida espécie de homem primitivo.

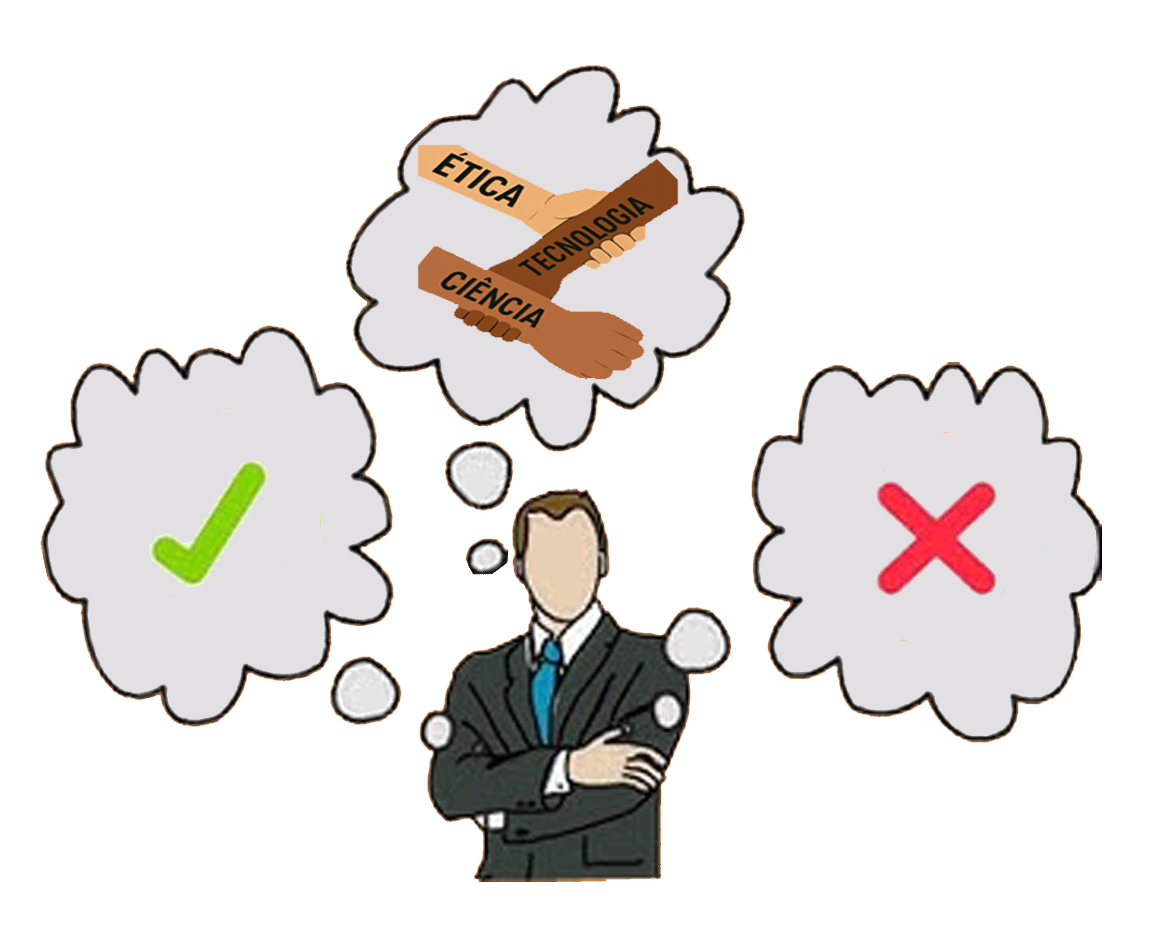
A ética do profissional na pesquisa científica e na tecnologia.

A ética na ciência é um ramo da filosofia que analisa a ética na pesquisa; é um conjunto de obrigações morais que definem o certo e o errado nas decisões e práticas científicas. Muitos áreas da ciência possuem um sistema formalizado de práticas éticas que ajudam a orientar os profissionais da área, que preocupa-se com as questões morais que surgem durante ou como resultado das atividades de pesquisa, bem como com a conduta ética dos pesquisadores. Nas universidades brasileiras e institutos de pesquisa do mesmo país existem os Comitês de Ética em Pesquisa.
A ética em ciência também afeta várias áreas de pesquisa interdisciplinar que se baseiam em teorias e métodos científicos de vários domínios do conhecimento (como comunicações, estudos de informação em ciências sociais, estudos de tecnologia, ética aplicada e filosofia) para fornecer "insights" sobre as dimensões éticas dos sistemas tecnológicos e práticas científicas para o avanço uma sociedade tecnológica.  A pesquisa em outros campos, como biotecnologia ou engenharia pode gerar diferentes tipos de preocupações éticas para aqueles na pesquisa médica.
Nas profissões médicas e de engenharia, bem como nas ciências, os princípios tornam-se tão arraigados que os médicos raramente precisam pensar em aderir à ética - faz parte da maneira como praticam. E a violação da ética é considerada gravíssima, punível pelo menos dentro da profissão (com revogação da licença, por exemplo) e às vezes também pela lei. Em países como o Canadá, o treinamento obrigatório em ética em pesquisa é exigido para estudantes, professores e outros que trabalham em pesquisa.

## Contexto histórico
Há menos de 500 anos, a ciência era uma área perigosa de se trabalhar. Em 1600, Giordano Bruno foi condenado à morte e queimado na fogueira por acreditar no pensamento livre da filosofia e da ciência. Galileo Galilei evitou por pouco o mesmo destino, renunciando publicamente seu apoio à visão heliocêntrica de Copérnico. A ciência moderna tem uma influência importante no desenvolvimento da sociedade como um todo, em comparação com os dias de Galilei e Bruno. Hoje, o significado de "ética" é mais ou menos equivalente ao de "moral", que vem da palavra latina "mos, moris" e também significa costume ou comportamento, mas em um nível mais pessoal. Moralistas, como Nietzsche, Santayana e Russell, afirmam que os valores éticos são interpretações, deliberações ou preferências pessoais e não princípios gerais que podem ser provados como verdadeiros ou falsos. John Ziman, o ex-presidente do Conselho para a Ciência e a Sociedade, interpreta a ética não como uma disciplina abstrata, mas como uma forma de lidar com as opiniões divergentes que surgem quando os valores tradicionais são confrontados com novas realidades.

## Padrões éticos
Os cientistas há muito mantêm um sistema informal de ética e diretrizes para a realização de pesquisas, mas as diretrizes éticas documentadas não se desenvolveram até meados do século XX, após uma série de violações éticas e crimes de guerra amplamente divulgados. A ética científica hoje se refere a um padrão de conduta para cientistas que geralmente é delineado em duas grandes categorias.  Em primeiro lugar, os padrões de métodos e processos tratam do projeto, procedimentos, análise de dados, interpretação e relato dos esforços de pesquisa. Em segundo lugar, os padrões de tópicos e descobertas abordam o uso de seres humanos e animais em pesquisas e as implicações éticas de certas descobertas de pesquisa. Juntos, esses padrões éticos ajudam a orientar a pesquisa científica e garantir que os esforços de pesquisa (e pesquisadores) sigam vários princípios fundamentais. Os princípios básicos são:
- Honestidade no relato de dados científicos;
- Transcrição e análise cuidadosa dos resultados científicos para evitar erros;
- Análise e interpretação independente dos resultados baseada em dados e não na influência de fontes externas;
- Compartilhamento aberto de métodos, dados e interpretações por meio de publicação e apresentação;
- Validação suficiente de resultados por meio de replicação e colaboração com pares;
- Crédito adequado de fontes de informações, dados e ideias;
- Obrigações morais para com a sociedade em geral e, em algumas disciplinas, responsabilidade em pesar os direitos dos sujeitos humanos e animais.

A ética se preocupa com as questões morais que surgem durante ou como resultado das atividades de pesquisa, bem como com a conduta ética dos pesquisadores.

### Pesquisa científica
A ética em pesquisa é comumente distinguida de questões de integridade de pesquisa que incluem questões como má conduta científica (por exemplo, fraude, fabricação de dados ou plágio). 
No passado, Charles Dawson, um arqueólogo e paleontólogo britânico amador, no final do século XIX, fez várias descobertas de fósseis aparentemente importantes. Ele deu o seu próprio nome a muitas de suas espécies recém-descobertas. (''Plagiaulax dawsoni'', ''Iguanodon dawsoni'' e ''Salaginella dawsoni''). Sua descoberta mais famosa, no entanto, veio no final de 1912, quando Dawson apresentou à sociedade científica o Piltdown Man. A descoberta foi considerada um achado fraudulento e em 1940, finalmente, a comunidade científica concordou que o homem de Piltdown "...deve ser apagado da lista de fósseis humanos. É uma combinação artificial de fragmentos de uma caixa craniana humana com uma mandíbula de orangotango."  Os avanços na ciência dependem da confiabilidade do registro da pesquisa, então, felizmente, trapaceiros como Dawson são a exceção, e não a norma na comunidade científica. Mas, os pesquisadores concluíram que casos como o de Dawson desempenham um papel importante em nos ajudar a entender o sistema de ética científica que evoluiu para garantir confiabilidade e comportamento adequado na ciência.

### Métodos e processos
Compreender alguns exemplos de má conduta científica nos ajudará a compreender a importância e as consequências da integridade científica.
Em 2001, o físico alemão Jan Hendrik Schön ganhou destaque brevemente pelo que parecia ser uma série de descobertas revolucionárias na área de eletrônica e nanotecnologia. Schön e dois co-autores publicaram um artigo na revista Nature, alegando ter produzido uma alternativa em escala molecular ao transistor comumente usado em dispositivos de consumo. As implicações foram revolucionárias - um transistor molecular poderia permitir o desenvolvimento de microchips de computador muito menores do que qualquer um disponível na época. Como resultado, Schön recebeu vários prêmios de pesquisa de destaque e o trabalho foi considerado um dos "avanços do ano" em 2001 pela revista Science. Os cientistas que tentaram reproduzir o trabalho de Schön não conseguiram. Eles notaram que dois experimentos diferentes realizados por Schön têm padrões idênticos de ruído de fundo nos gráficos usados para apresentar os dados e, posteriormente, o mesmo gráfico foi achado em um terceiro artigo. Um comitê finalmente concluiu que Schön alterou ou fabricou completamente os dados em pelo menos 16 instâncias entre 1998 e 2001. Schön foi demitido dos Laboratórios Bell em 25 de setembro de 2002.
Essas ações - retratações e demissões - são os meios pelos quais a comunidade científica faz a mediação de graves desvios de conduta científica. É improvável que Schön consiga encontrar trabalho como cientista pesquisador novamente. Claramente, as consequências da má conduta científica podem ser terríveis: remoção completa da comunidade científica. O incidente de Schön é freqüentemente citado como um exemplo de má conduta científica porque ele violou muitos dos princípios éticos fundamentais da ciência. Schön admitiu ter falsificado dados para tornar as evidências do comportamento que observou "mais convincentes". Ele também cometeu erros extensos ao transcrever e analisar seus dados, violando assim os princípios de honestidade e cuidado.

## Veja mais
- Bioética
- Ecosofia
- Ensaio clínico
- Liberdade de cátedra
- Filosofia da ciência